# Institut européen d'histoire et des cultures de l'alimentation
 (avril 2022).
L'article doit être relu — et modifié si nécessaire — par des contributeurs indépendants pour apporter un regard critique aux contributions effectuées en violation des conditions d'utilisation de Wikipédia, tant sur la forme (notamment concernant le style encyclopédique, la proportionnalité) que sur le fond (la neutralité de point de vue, la qualité et l'indépendance des sources).
 (avril 2022).
Si vous disposez d'ouvrages ou d'articles de référence ou si vous connaissez des sites web de qualité traitant du thème abordé ici, merci de compléter l'article en donnant les références utiles à sa vérifiabilité et en les liant à la section « Notes et références ».
L'Institut européen d'histoire et des cultures de l'alimentation (IEHCA), créé en 2001, est une agence de développement scientifique, chargée de promouvoir, dans le champ des sciences humaines et sociales, une approche pluridisciplinaire de l'alimentation (Food Studies). L'IEHCA a été fondé par Jack Lang, ministre de l'éducation nationale et de l'enseignement supérieur du gouvernement Lionel Jospin, sur une proposition originale de Francis Chevrier.

## Présentation générale
L'institut cherche aussi à rendre accessible à une large audience cette culture alimentaire.
Les objectifs de l'Institut européen d'histoire et des cultures de l'alimentation (IEHCA) sont :
- favoriser la recherche relative à l'histoire et aux cultures de l'alimentation dans son acceptation la plus large et en assurer également la diffusion et l'accessibilité de ces connaissances à un public large : via une politique éditoriale ambitieuse et des colloques et séminaires internationaux.
- aider au développement de formations originales : depuis 2003 a lieu chaque année une Université d’été consacrée aux Food Studies, création d'un Master Cultures et Patrimoines de l’Alimentation[3]
- mettre le savoir à la portée de tous : le Forum Alimentation et Culture : cycle de débats et conférences, salon du livre, résidences de chefs, ateliers du goût.
- valoriser les patrimoines et les cultures alimentaires du monde : l'IEHCA cherche à mettre en valeur les patrimoines culinaires français par diverses actions. Notamment par la reprise du projet d'Inventaire du Patrimoine culinaire du Centre ou en initiant l'inscription du le Repas gastronomique des Français à l'UNESCO. Il s'agit pour l'IEHCA de promouvoir le patrimoine immatériel que sont les différents modes alimentaires. La reconnaissance de ce patrimoine alimentaire ne peut qu'être un atout pour l'attractivité des régions et l'activité économique.
- mettre en œuvre, piloter et animer le projet Villa Rabelais - Maison des cultures gastronomiques[4],[5].

## Historique
Cet institut est une fondation créée en 2001 à l'initiative de la direction de l'enseignement supérieur du ministère de l'éducation nationale, du conseil régional du Centre-Val de Loire et de l'université de Tours.
L'IEHCA est à la fois une association et une fondation. Son siège est situé à Tours, au 116 boulevard Béranger à la Villa Rabelais.
L'institut est animé par un conseil scientifique composé d'universitaires français et étrangers qui garantissent la qualité des manifestations qu'il organise et des publications qu'il produit. Cet institut appuie la reconnaissance culturelle de la gastronomie et est doté de l'unique bibliothèque thématique sur l'alimentation. L'IEHCA fut à l'initiative du projet d'inscription, par l'UNESCO, du "Repas gastronomique des Français" sur la liste représentative du patrimoine culturel immatériel (2010)

## Direction

### L'Association
L'association IEHCA est pilotée par un conseil scientifique, un conseil d’administration et une équipe de permanents.
L'équipe opérationnelle est dirigée par Francis Chevrier.

#### Présidence du Conseil d'administration
L’association est dirigée par un conseil d’administration composé en majorité d’enseignants chercheurs de l’université de Tours. Il décide également des orientations stratégiques et assure le lien avec la Fondation européenne pour le patrimoine alimentaire.
- 2002-2009 : Maurice Sartre, professeur émérite d'Histoire Ancienne à l'université de Tours
- 2009-2015 : Marc de Ferrière le Vayer, historien, professeur à l'université de Tours
- 2015-2017 : Jean-Pierre Corbeau, sociologue émérite, professeur à l'université de Tours
- 2017 à ce jour : Bruno Laurioux, historien, professeur à l'université de Tours[7]

#### Direction du Conseil scientifique
Ce conseil est composé des spécialistes européens en matière de Food & Drink Studies. Il pilote la politique scientifique de l’IEHCA et contribue à l’enrichissement du réseau.
- 2002-2006 : Maurice Aymard, historien, professeur des universités
- 2006-2010 : Pascal Ory, historien, professeur émérite à l'université Paris 1 Panthéon-Sorbonne, membre de l'Académie française
- 2010-2017 : Bruno Laurioux, historien, professeur à l'Université de Tours
- 2017 à ce jour : Françoise Sabban, anthropologue et historienne, directrice d'études à l'EHESS[8]

### La Fondation
Abritée par l’Institut de France, la Fondation européenne pour le patrimoine alimentaire a pour mission d’aider l’Institut Européen d’Histoire et des Cultures de l’Alimentation (IEHCA) dans l’accomplissement de ses travaux d’études et de recherche dans tous les domaines intéressant l’alimentation, dans une perspective de connaissance historique et culturelle.
La Fondation IEHCA est dirigée par le Conseil d'administration (12 membres), composé de :
Six représentants de l'Institut de France :
- Xavier Darcos, Chancelier de l'Institut de France
- Daniel Ricquier, membre de l'Institut de France, Académie des sciences
- Danièle Sallenave, membre de l'Institut de France, Académie française
- Jean-Robert Pitte, membre de l'Institut de France, secrétaire perpétuel de l’Académie des Sciences morales et politiques, Président de la Fondation européenne pour le patrimoine alimentaire
- Jean Tulard, membre de l'Institut de France, Académie des sciences morales et politiques
- Emmanuel Le Roy Ladurie, membre de l'Institut de France, Académie des sciences morales et politiques

Six représentants de l'IEHCA :
- Francis Chevrier, directeur de l'IEHCA
- Bruno Laurioux, président de l'IEHCA, Professeur à l'université de Tours
- Christophe Degruelle, président de la Communauté d'agglomération de Blois-Agglopolys
- Hervé Novelli, ancien ministre
- Jean-Marie Panazol, inspecteur général honoraire, Ministère de l’Éducation nationale, de la Jeunesse et des Sports.
- Arnaud Giacometti, président de l'université de Tours

Depuis 2012, la Fondation décerne le Prix François Rabelais pour récompenser "une personne pour son œuvre au service de la mise en valeur du patrimoine culturel alimentaire en France ou dans le monde",

Les lauréates et lauréats :
- 2012 : Massimo Montanari, historien de l’alimentation à l’Université de Bologne[11]
- 2013 : Michel Guérard, chef cuisinier[12]
- 2014 : Son Altesse Royale le Prince Charles de Galles[13]
- 2015 : Aubert de Villaine, cohéritier et cogérant du domaine de la Romanée-Conti[14]
- 2016 : Fatéma Hal, chef cuisinier & prix d'honneur à Jacques Puisais, Œnologue[15]
- 2017 : Carlo Petrini, président Slow Food International[16]
- 2018 : François-Régis Gaudry, chroniqueur gastronomique
- 2019 : Evelyne Debourg, cantinière[17]

### Le Réseau thématique de recherche
Dispositif de coopération et de communication entre chercheurs de la région Centre Val-de-Loire, en sciences humaines et sciences et techniques, autour du sujet alimentaire .

## Les événements

### Les événements scientifiques
- Food and Drink Studies - Summer University (de 2003 à 2021 sous le nom d'Université d’Été)[19],[20]
- Conférence internationale d'histoire et des cultures de l'alimentation[21],[22]

L'IEHCA a organisé depuis sa création de nombreux colloques internationaux  Le dernier en date (décembre 2021) avait pour thème "Prescriptions, injonctions, et choix alimentaires".

### Les évènements culturels
- Les Rencontres François Rabelais[24]
- Les Résidences de chefs
- L'Université ouverte des sciences gastronomiques[25]

## Les publications

### Publications scientifiques
- La revue scientifique Food & History (éditions Brepols)[26]
- La collection "Tables des hommes" (éditions Presses universitaires François-Rabelais)[27]

### Publications «grand public»
- Le magazine Gusto (éditions ASA)
- Les Cahiers de la gastronomie (éditions Menu fretin)
- Les Cahiers des Rencontres François Rabelais
- L'IEHCA a coordonné d'autres publications (Région Centre - produits du terroir et recettes traditionnelles, Le Repas gastronomique des Français, Les frontières alimentaires[28].)

### La bibliothèque gourmande de la Villa Rabelais
Bibliothèque grand public de livres de vulgarisation.

### La bibliothèque européenne de recherche spécialisée sur les cultures alimentaires
La bibliothèque dispose d’un fonds multilingue et pluridisciplinaire d'environ 10 000 ouvrages, 79 titres de revues spécialisées... Si la priorité est donnée aux travaux de recherche en sciences humaines et sociales, d’autres champs disciplinaires complètent néanmoins le fonds : droit, études littéraires, sciences politiques, marketing… Toutes les périodes historiques et les espaces géographiques sont représentés ainsi qu’un vaste ensemble de thématiques (cuisines régionales, vigne et vin, arts de la table…). La bibliothèque possède aussi des fonds spécialisés, notamment une collection de cartes de restaurants étoilés, mais aussi le Fonds Annie Hubert (anthropologie de l'alimentation et de la médecine), le Fonds Thierry Nadau (agriculture, commerce et entreprises agro-alimentaires en France et en Allemagne aux XIXe et XXe siècles), le Fonds Jean-Pierre Corbeau (sociologie de l'alimentation), le Fonds Patrice-Michel Pottier (critique gastronomique),
L'IEHCA, en partenariat avec la Villa i Tatti de Florence (The Harvard university center for Italian Renaissance studies) et avec le soutien de la Fondation Mellon et de la Bibliothèque nationale de France, constitue une base bibliographique sur le thème de l'alimentation, consultable ici : http://www.foodbibliography.eu/index_fr.asp.